# BTS Group
BTS Group AB (BTS) är ett globalt konsultföretag för strategiimplementering som grundades 1986. Företaget tillhandahåller strategiinriktning och utförande av konsulttjänster och designar anpassade affärssimuleringar, digital teknik och utvärderingar för att utveckla affärsskicklighet, ledarskap och försäljningskunskap. 
Företaget har sitt huvudkontor i Stockholm och har över 600 anställda över 34 globala kontor. Företagets kundbas är spridd över 53 länder och inkluderar 60 av US Fortune 100 och över 30 av Global Fortune 100. BTS-kunder inkluderar företag som Accenture, Aetna, Unilever, AT&T, Chevron, Coca-Cola, Ericsson, Google, GSK, Telstra, HSBC, Hewlett-Packard, Mondelez, Salesforce, Sodexo, Toyota och andra.
BTS är ett publikt aktiebolag noterat på NASDAQ OMX Stockholm som handlas under symbolen BTS B.